# Didier Flament
Didier Flament (ur. 4 stycznia 1951 w Tourcoing) – francuski florecista i szablista, dwukrotny medalista olimpijski i czterokrotny medalista mistrzostw świata.
Na igrzyskach olimpijskich w Montrealu w 1976 roku wspólnie z Danielem Revenu, Christianem Noëlem, Bernardem Talvardem i Frédérikiem Pietruszką zdobyła brązowy medal we florecie drużynowym. Wystartował tam również w szabli drużynowej, zajmując siódme miejsce. Na rozgrywanych cztery lata później igrzyskach olimpijskich w Moskwie reprezentacja Francji w składzie: Frédéric Pietruszka, Didier Flament, Pascal Jolyot, Philippe Bonnin i Bruno Boscherie zdobyła drużynowo złoty medal we florecie. W zawodach indywidualnych zajął 23. miejsce.
Podczas mistrzostw świata w Grenoble w 1974 roku razem z Noëlem, Revenu, Talvardem i Jean-Marie Safrą zdobył brązowy medal w zawodach drużynowych. W tej samej konkurencji Francuzi z Flamentem w składzie zdobywali też srebrne medale na mistrzostwach świata w Hamburgu (1978) i mistrzostwach świata w Rzymie (1982). Ponadto na mistrzostwach świata w Hamburgu w 1978 roku zdobył złoty medal indywidualnie, wyprzedzając Aleksandra Romankowa z ZSRR z Haralda Heina z RFN.
Był mistrzem Francji w 1980.